# Cobb (filme)
Cobb é um filme estado-unidense de 1994 dirigido por Ron Shelton. Foi lançado nos cinemas em 2 de dezembro de 1994. O filme é um drama biográfico baseado em fatos reais sobre Ty Cobb.

## Filme
A vida de Ty Cobb, um dos maiores ídolos do beisebol, que jogou no início do século passado, mas cujos recordes nunca foram ultrapassados. Filho de um senador da Geórgia, ele jantou com presidentes, conheceu personalidades famosas e lutou até o fim por cada vitória.

## Elenco
- Tommy Lee Jones
- Robert Wuhl
- Lolita Davidovich
- Lou Myers
- Stephen Mendillo
- William Utay